# INCA (banda)
INCA, the Peruvian Ensemble, es una banda de música fusión de base folklórica latinoamericana, fundada en Los Ángeles (Estados Unidos) en 1983 por Guillermo Bordarampé.

## Integrantes
- Guillermo Bordarampé: bajo, guitarra acústica, mandolina, percusión
- Octavio Figueroa: teclados
- Ramón Stagnaro: guitarra eléctrica
- Carlos Velazco: guitarra acústica
- Fernando Popayán: zampoña, quena, quenacho, toyo (zampoña grande) y charango
- Jim Cowger: saxofón
- Jorge Trivisonno: bandoneón
- Julio Ledezma: percusión
- Jess Franco: teclados
- Joyce Bordarampé: piano
- Cecilia Bordarampé: violonchelo

## Discografía
- INCA, the Peruvian Ensemble (1992)
- Vientos del sur (1994)
- Danzante (1997)
- Que siga la farra (2003)
- El sueño de Tilopa (2009)
- Paraíso andino (2020)
- Abrazo fraterno (2020)
- Chasqui (2022)